# Historia del gato

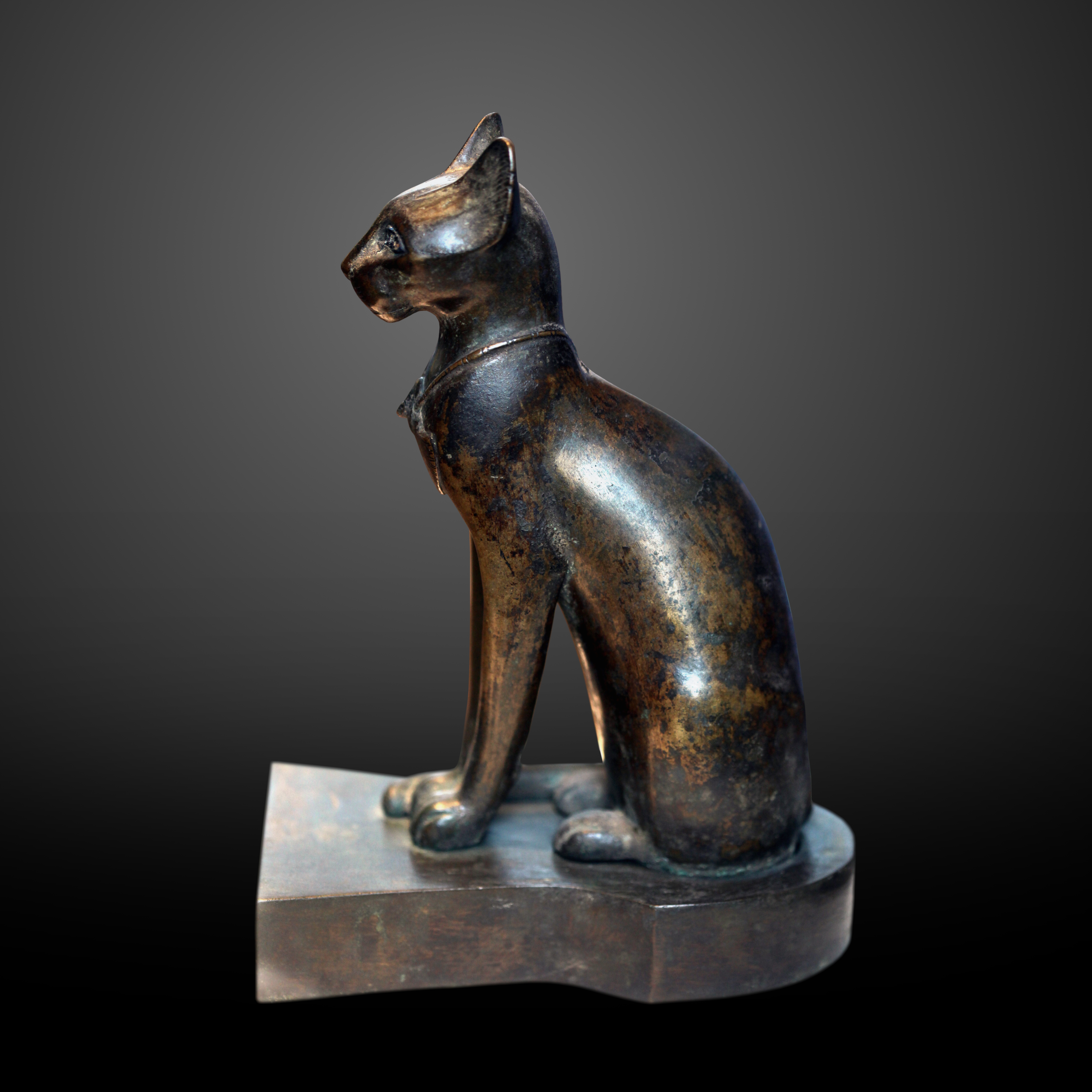
Estatuilla egipcia en bronce de la diosa Bastet, 42 cm × 13 cm (Museo del Louvre).

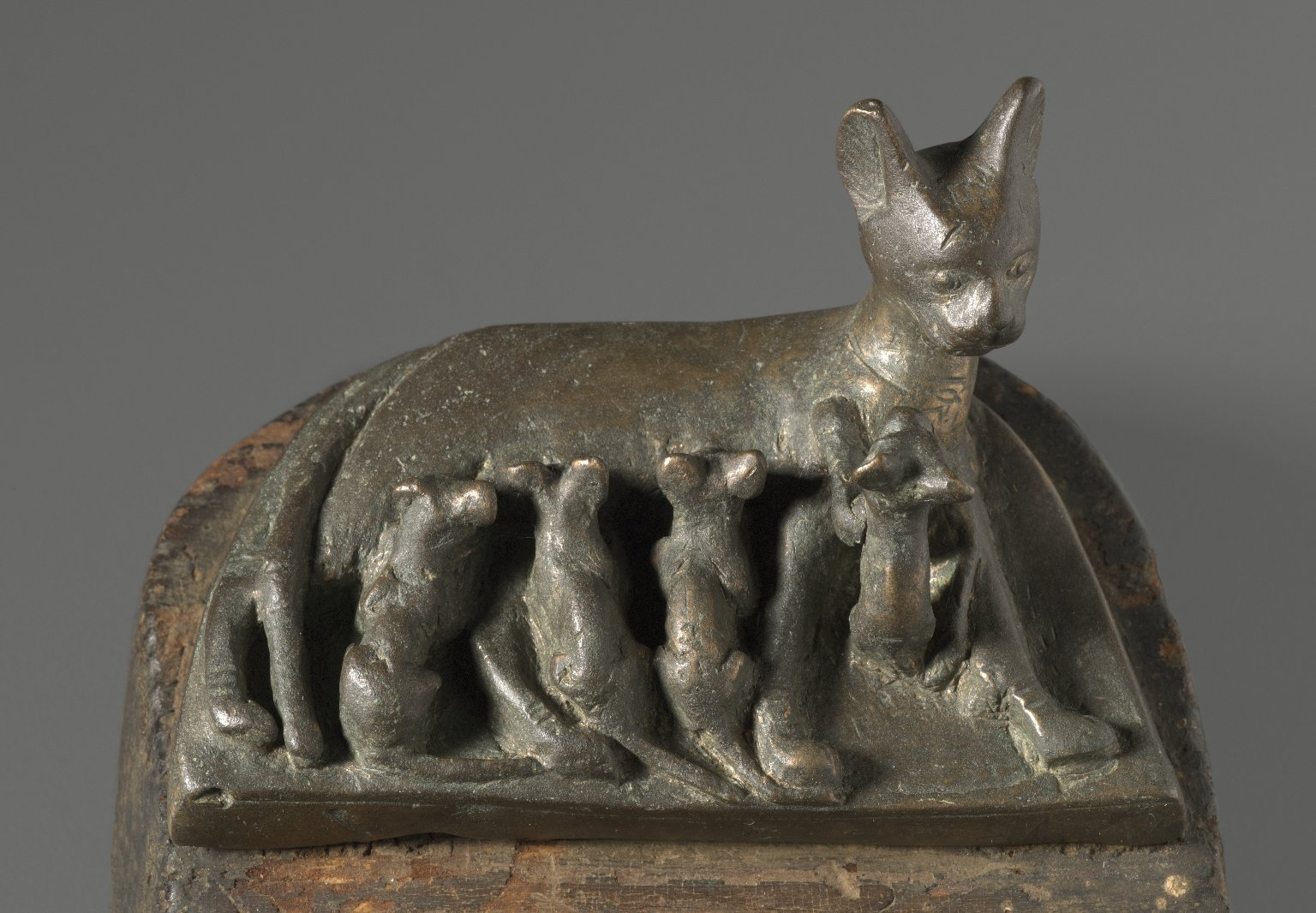
Gata con gatitos escultura egipcia, ca. 664-30 a. C. La inscripción en la base de madera pide a la diosa Bastet conceder la vida. Brooklyn Museum.

La historia del gato se basa sobre todo en la percepción que las personas tienen del pequeño felino. Se cree que la domesticación del  gato  comenzó entre el 7500 a. C. y el 7000 a. C. La visión que la humanidad tiene del gato ha diferido totalmente de una época a otra, desde el Antiguo Egipto cuando era venerado como un Dios, hasta la Edad Media cuando los quemaban en las hogueras, pensando que era un  ser  diabólico.

## Etimología
Aunque al gato se le llamaba myeou en el Alto Egipto, haciendo referencia a la onomatopeya de su maullido, a las hembras las llamaban  techau, nombre que se ha encontrado grabado en muchas tumbas de mujeres. De este término deriva el nombre chaus, que ahora denomina a un gato salvaje de Egipto y de Asia, Felis chaus. 
Después se le atribuye el nombre de qato en siríaco. Parece que ésta sea la verdadera raíz del término italiano gatto. Sin embargo hay otros orígenes posibles, sobre todo el adjetivo latino cautus, que significa astuto o agudo, o también el verbo francés guetter en el sentido de espiar, ya que el gato es un animal activo que tiene la vista y el oído siempre alerta. Algunos etimologistas creen que se trata de una fantasía, ya que el uso de la expresión gato se empieza a usar en Egipto varios siglos antes de la aparición del gato en Atenas, Roma o en la Galia. A pesar de todo no es fácil diferenciar, en los textos antiguos, al gato de otros cazadores de ratas como la marta, la garduña, o la comadreja. Los griegos llamaban a los gatos ailouros, que significa «animal que mueve la cola». De este término procede la palabra para denominar a los amantes de estos animales: los ailurofílicos.
A partir de la Edad Media, gatti o cattine fella designaban las pieles de gato, usadas para monederos. En esa época también se usaban otros términos para designar al gato doméstico. Todos empiezan por la palabra latina mus, que significa ratón. Encontramos sobre todo musio, murio, murilegus y muriceps. Estas denominaciones muestran hasta qué punto estaba intrínsecamente ligado el gato a la caza de ratones.
La palabra gato acabó reemplazando al felis latino genérico. Este término no procede del latino catus, prudente, ni de catulus, cachorro de perro, ni de captura, sino que vendría de África, donde se dice kadista en nubio antiguo, qato en siríaco, kattos o katta en griego o del árabe quett.
Partiendo de esta base se puede identificar el término gato en muchas lenguas aunque con ligeras modificaciones, a diferencia de perro, cuyas sonoridades difieren totalmente. Así que tenemos chat en francés, γάτα (gáta) en Griego, cat en inglés, katze en alemán, gato en español, gallego y portugués,  gat en catalán, misi en Quechua, katu en euskera, katt en sueco, gatto en italiano, kat en holandés y en danés.
No es hasta el siglo XVI cuando aparecen términos derivados de gato, como gatito o gatera.

## Origen del gato
Los gatos actuales comparten un antepasado común que probablemente esté relacionado con los Aitanis. Estos pequeños carnívoros de los bosques aparecieron hace alrededor de 60 millones de años y tenían la velocidad y la talla de las jinetas actuales, con un cuerpo alargado y una larga cola. Quedan pocos fósiles en el hemisferio norte.
El origen de los felinos está mal documentado en el registro fósil ya que los antepasados de los félinos vivían normalmente en zonas tropicales, que no ofrecen buenas condiciones para la fosilización. Las especies desaparecidas consideradas más cercanas al antepasado de los felinos serían el proailurus (pequeño carnívoro europeo y arborícola aparecido hace 40 millones de años) y el pseudaelurus que vivió hace de 8 a 20 millones de años en Europa y en Asia, y de los que se separaron los felinos actuales hace 10,8 millones de años.
Durante el oligoceno, los félidos se repartieron en dos subfamilias. La primera era de la clase Nimravidae, y la segunda de la Felidae. Es en esta última clase donde se encuentra el antepasado común de los félidos actuales, el proailurus. Durante el mioceno, los descendientes de este último, los pseudaelurus, se diversificaron y entraron en África y América.
Unos diez millones de años a. C. formaron la raíz de los félidos modernos, favorecidos por las estepas y las sabanas, ricas en presas herbívoras. Es en esta época cuando aparecieron los félidos de caninos largos, que vivirían hasta el año 10.000 a. C. El linaje de pequeños y grandes felinos aparece hace cinco millones de años; originarios de Asia, se dispersan por todo el mundo en el plio-pleistoceno, excepto en Australia y Madagascar.
El gato doméstico pertenece al género Felis desde que Carl von Linneo describió por primera vez en 1758 como Felis catus en la trigésima edición de su Systema naturae, pero su posición en la clasificación de los seres vivos cambió mucho.
En 2006 se realizaron trabajos sobre los cromosomas sexuales y el ADN mitocondrial de todas las especies de felinos, conjugados con investigaciones paleontológicas, que revelaron que el linaje del gato doméstico (Felis catus) ha divergido verdaderamente hace 3,4 millones de años, en el plioceno, en los desiertos y bosques densos de la cuenca mediterránea. En 2007 se llevó a cabo otro estudio molecular sobre 979 individuos de gato de las arenas y de gatos salvajes de diferentes subespecies  en el que el gato doméstico ha permitido mostrar los vínculos entre el gato salvaje africano (Felis silvestris lybica) y el gato doméstico: estos se habrían separado hace alrededor de 130.000 años.
Árbol filogenético de Felis silvestris
|  | Felis silvestris ornata - Gato ornado |
|  |                                       |
|  | Felis silvestris bieti - Gato de Biet |
|  |                                       |

|  | Felis silvestris lybica - Gato del desierto |
|  |                                             |
|  | Felis silvestris catus - Gato doméstico     |
|  |                                             |

|  | Felis silvestris ornata - Gato ornado |
|  |                                       |
|  | Felis silvestris bieti - Gato de Biet |
|  |                                       |

|  | Felis silvestris lybica - Gato del desierto |
|  |                                             |
|  | Felis silvestris catus - Gato doméstico     |
|  |                                             |

|  | Felis silvestris ornata - Gato ornado |
|  |                                       |
|  | Felis silvestris bieti - Gato de Biet |
|  |                                       |

|  | Felis silvestris lybica - Gato del desierto |
|  |                                             |
|  | Felis silvestris catus - Gato doméstico     |
|  |                                             |

|  | Felis silvestris ornata - Gato ornado |
|  |                                       |
|  | Felis silvestris bieti - Gato de Biet |
|  |                                       |

|  | Felis silvestris lybica - Gato del desierto |
|  |                                             |
|  | Felis silvestris catus - Gato doméstico     |
|  |                                             |

|  | Felis silvestris ornata - Gato ornado |
|  |                                       |
|  | Felis silvestris bieti - Gato de Biet |
|  |                                       |

|  | Felis silvestris lybica - Gato del desierto |
|  |                                             |
|  | Felis silvestris catus - Gato doméstico     |
|  |                                             |

|  | Felis silvestris ornata - Gato ornado |
|  |                                       |
|  | Felis silvestris bieti - Gato de Biet |
|  |                                       |

|  | Felis silvestris lybica - Gato del desierto |
|  |                                             |
|  | Felis silvestris catus - Gato doméstico     |
|  |                                             |

|  | Felis silvestris ornata - Gato ornado |
|  |                                       |
|  | Felis silvestris bieti - Gato de Biet |
|  |                                       |

|  | Felis silvestris lybica - Gato del desierto |
|  |                                             |
|  | Felis silvestris catus - Gato doméstico     |
|  |                                             |

|  | Felis silvestris ornata - Gato ornado |
|  |                                       |
|  | Felis silvestris bieti - Gato de Biet |
|  |                                       |

|  | Felis silvestris lybica - Gato del desierto |
|  |                                             |
|  | Felis silvestris catus - Gato doméstico     |
|  |                                             |

## Domesticación del gato
Los primeros descubrimientos paleontológicos sitúan los primeros focos de domesticación del gato en Egipto hacia el 2000 a. C., pero el descubrimiento en 2004 de los restos de un gato al lado de los restos de un humano en una tumba en Chipre aplaza el inicio de esta relación de 7.500 a 7.000 años a. C. El gato descubierto presenta una morfología muy cercana a la del gato salvaje africano, sin las modificaciones del esqueleto debidas a la domesticación: se trataba de un gato acostumbrado, más que domesticado. La cohabitación de los gatos y los hombres empezó probablemente con la aparición de la agricultura: el almacenaje del cereal atrajo a los ratones y a las ratas, que a su vez atrajeron a los gatos, sus depredadores naturales.
El estudio realizado por Carlos Driscoll sobre 979 gatos permitió determinar el origen probable del gato doméstico: es en el Creciente fértil donde los felinos y los hombres habrían establecido contacto. Hubo cinco domesticaciones distintas del gato del desierto, hace entre ocho mil y diez mil años.
El gato doméstico no es la única especie entre los Felinae usada como animal de compañía, el gato del desierto y el puma yagouaroundi están o estuvieron domesticados para cazar ratones y ratas.

## Antiguo Egipto

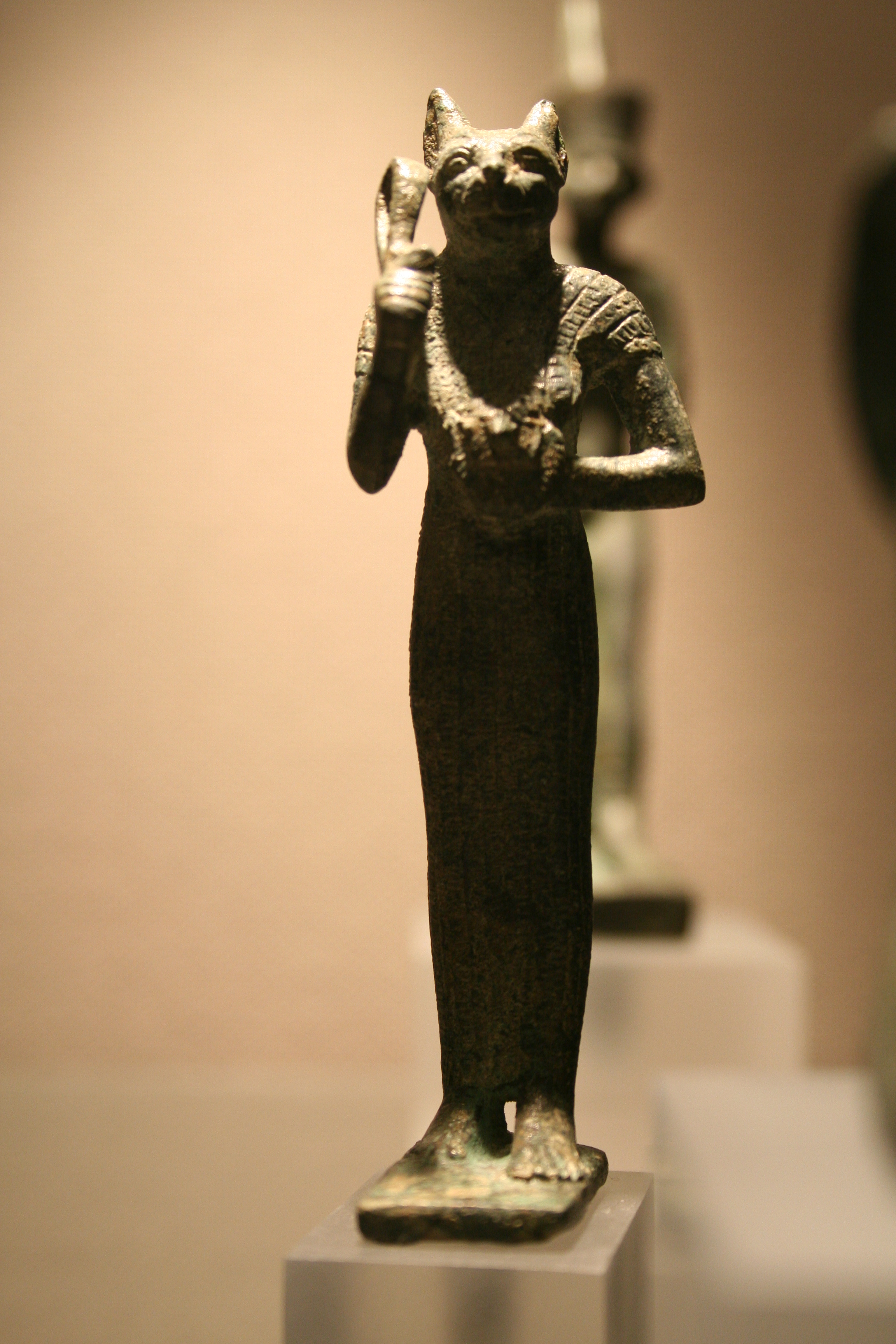
Estatua de Bastet.

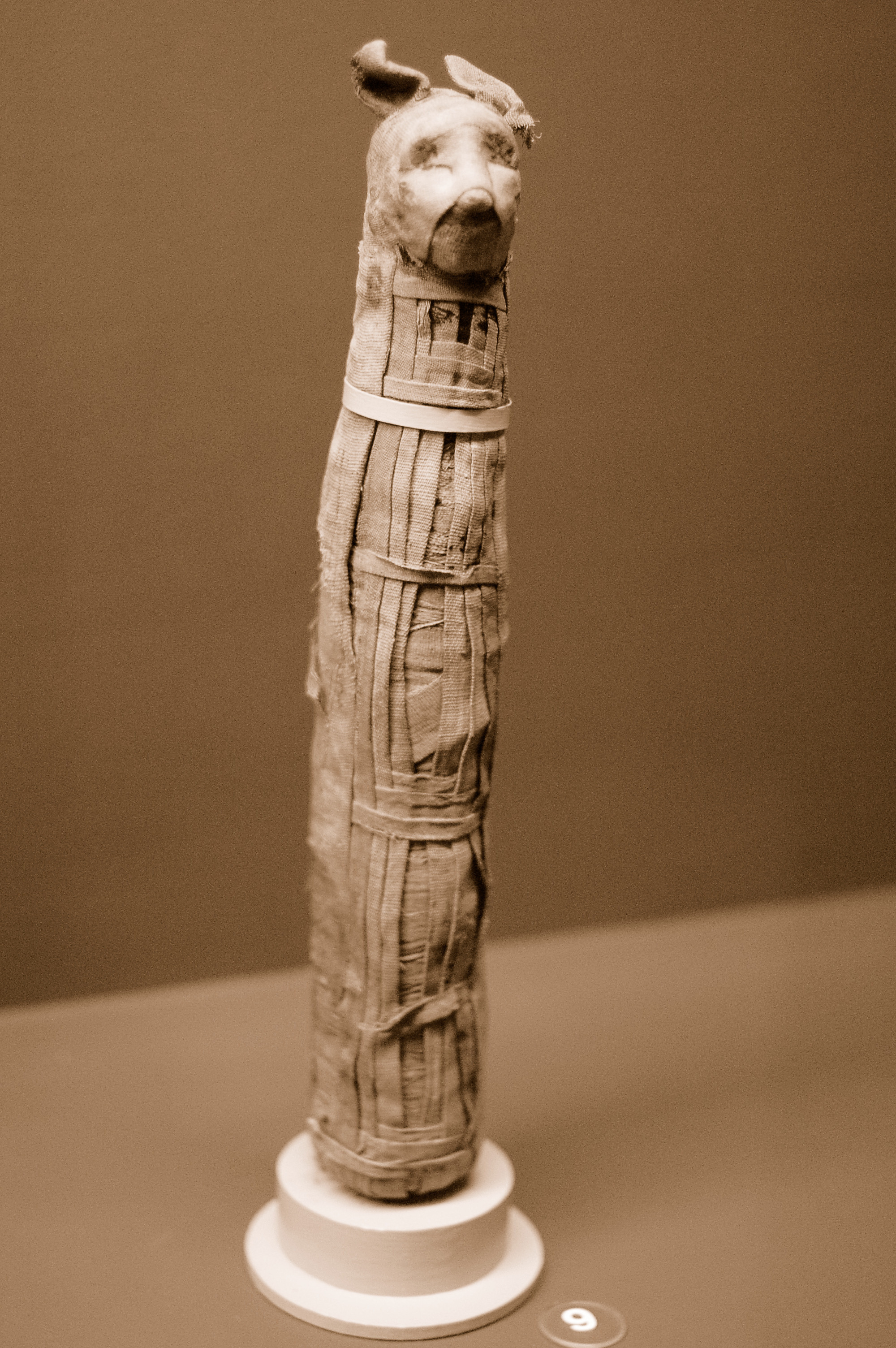
Los gatos eran venerados y momificados.

Los antiguos egipcios usaban para llamar al gato la onomatopeya «miu», cuya transcripción es miw en masculino y miwt para el femenino (el español usa también este tipo de onomatopeya, que se encuentra en los verbos maullar y miar).
| W19 | i | w | E13 |

| W19 | i | w | E13 |

| W19 | i | w | F28 |

| W19 | i | w | F28 |

Se cree que la domesticación del gato tuvo lugar en Egipto durante el tercer milenio a. C. Se convirtió en un animal de compañía apreciado por su dulzura, su gracia y su indolencia, pero el gato es sobre todo un animal protector. Al cazar pequeños roedores, protege los silos donde los egipcios guardaban su cosecha (sobre todo el trigo), recurso vital para este pueblo de agricultores. Al cazar ratas, el gato elimina un vector de enfermedades graves (como la peste). Además, al cazar serpientes (sobre todo víboras cornudas), hacía más seguros los alrededores de los hogares próximos a donde establece su territorio.
En las cortes de Egipto el gato era idolatrado. Esta tendencia a venerar a los animales se encontraba ya en el antiguo Egipto. Antes, los sacerdotes consagraban sus atenciones al león, pero este era grande y feroz, y el gato no tuvo problemas para imponerse. Aunque en esa época no estaba perfectamente domesticado, se mostraba al menos más dócil. Además, los sacerdotes señalaron que con el paso de las generaciones, el pequeño felino aceptaba cada vez mejor al hombre y se dejaba incluso acariciar.
La primera consagración del gato tuvo lugar cuando la diosa Bastet, símbolo de la fecundidad y de la belleza, se representó con una cabeza de gato. La diosa simbolizaba la luz, el calor y la energía solar, pero también, debido a sus rasgos felinos, representaba el misterio, la noche y la luna. Además, se pensaba que ayudaba a la fecundidad de hombres y animales, que curaba enfermedades y que velaba las almas de los muertos. Así se puede entender que las leyes del faraón impusieran una protección rigurosa para los gatos. Quien matara a uno de los pequeños felinos se arriesgaba a la pena de muerte. Se cuenta que un dignatario romano que mató accidentalmente a un gato en la Alejandría del siglo I a. C. fue linchado por la población a pesar de la petición de calma del faraón, deseoso sobre todo de que Roma no interviniese en su territorio.
Los faraones también consideraban sagradas a las serpientes, a las vacas y a los peces, pero el gato seguirá siendo sin embargo el más sagrado de todos. El culto y la preocupación por el bienestar del gato se transmitirá de generación en generación. Los funerales de los gatos se colmaban de todos los honores y la familia a la que pertenecía guardaba luto y se afeitaba las cejas en señal de duelo. Cuanto más rica era la familia, más importantes eran los funerales y más suntuoso era el sarcófago. Acompañaban al gato ratones embalsamados, para que siguiera jugando en el más allá. En 1890 se descubrieron en Tell Basta, la antigua Bubastis, en otro tiempo capital de Egipto, más de 300.000 momias de gatos. Estaban aún guardadas en sus pequeños cofres de madera esculpida o rodeadas de esterillas de juncos coloreados y entrelazados. Los cuerpos estaban envueltos en bandas de colores ricos y variados, y tenían la cara cubierta con una máscara funeraria sobre la que se podía distinguir el hocico, los ojos, las orejas y los bigotes.
El respeto de los egipcios hacia los gatos se demostró en el año 525 a. C., cuando los persas asediaban Pelusio en vano. Cambises II tuvo entonces la idea de atar gatos en los escudos de sus 600 soldados. Los egipcios no se atrevieron a contraatacar por miedo a herir a los gatos, por lo que la ciudad cayó en manos del invasor persa.
El culto a Bastet empezó a decaer a partir del 350 a. C., y desapareció totalmente en el 390 d. C. bajo la orden de un decreto imperial que prohibía definitivamente los cultos paganos. Subsisten, sin embargo, muchas pinturas murales que relatan las diferentes etapas de la vida del gato en la sociedad egipcia, en especial la expuesta en el British Museum de Londres, que representa un gato acompañando a su dueño en la caza y teniendo inmovilizados a dos pájaros mientras tiene un tercero en la boca.

## Grecia y antigua Roma
Según la leyenda, los egipcios rechazaban las peticiones apremiantes de los griegos para comerciar con los gatos, a los que veneraban como a dioses. Los griegos decidieron entonces robar los gatos. Cogieron al menos seis parejas y las llevaron a Grecia. Algunos meses después nacieron las primeras camadas, y algunos años después, los criadores pudieron vender gatos a los romanos, a los galos y a los celtas. La especie se extendió poco a poco por todos los países mediterráneos. En Grecia, antes de la llegada del gato, la garduña, la mangosta y el hurón se ocupaban de desratizar y proteger las cosechas, por lo que la acogida del gato fue más bien moderada. Aunque no los adoraban como los egipcios, los griegos adoptaron al animal, reconociendo su don como cazador, pero reconociendo también que era más agradable para la convivencia, ya que era más bonito, refinado, dócil y limpio que las mangostas y los hurones. El gato se usaba a veces como animal de compañía, aunque los griegos preferían al perro. El gato era en principio un juguete, un regalo caro traído de Egipto para ofrecerlo a las cortesanas.
Sin embargo, se encuentra la huella del gato en algunas representaciones griegas que muestran cierta animosidad hacia los pequeños felinos, como es el caso del zócalo de una estatua que data del 480 a. C., que representa a unos griegos azuzando a un perro contra un gato, que tiene las orejas bajas y el lomo erizado. A pesar de la acogida más bien tibia que el gato tuvo por parte de los griegos, este consiguió que lo aceptaran y que poco a poco lo apreciaran. En las fábulas de Esopo no aparece el gato, sino la comadreja.

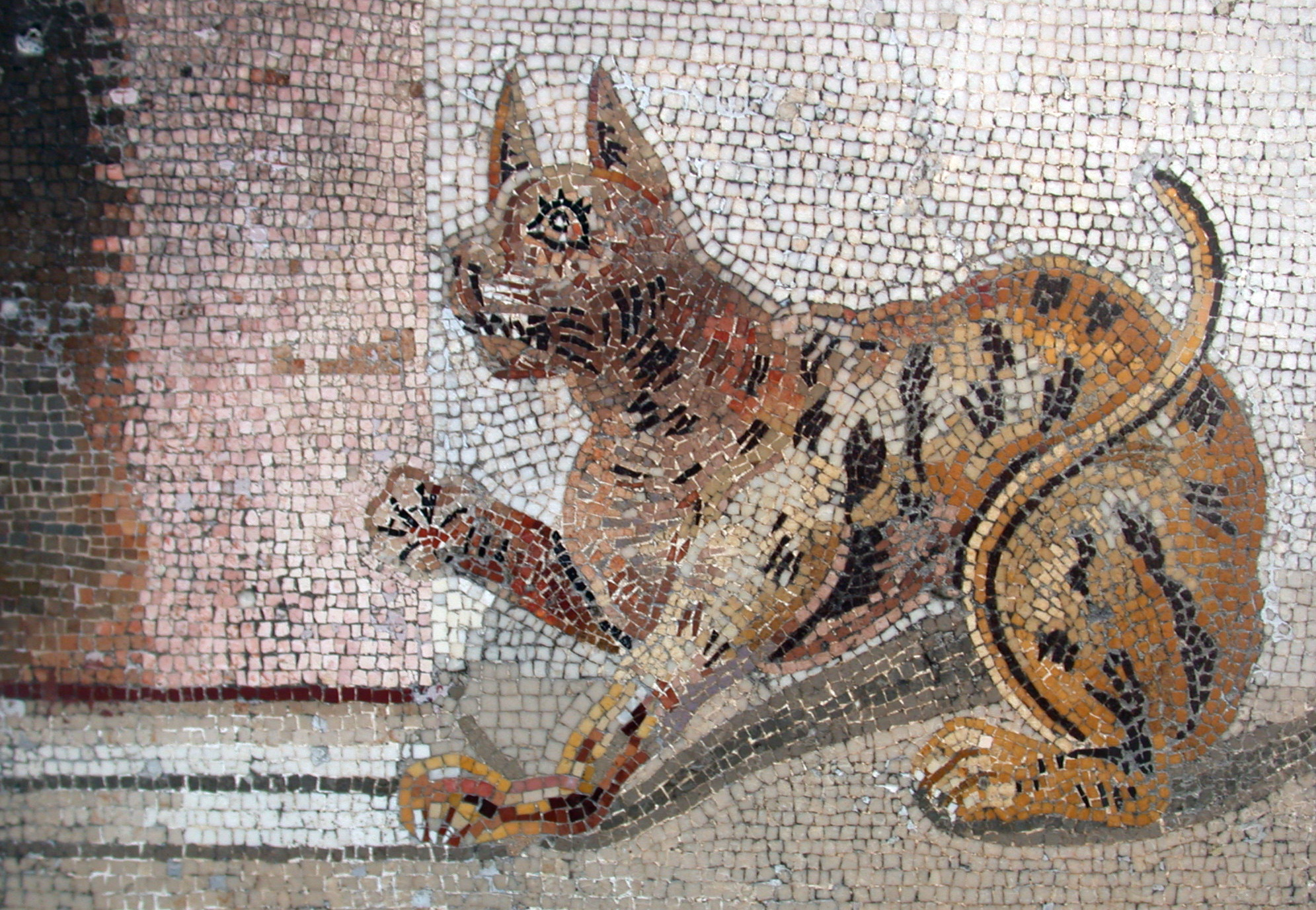
Un mosaico de Pompeya.

El gato en Roma no era un animal cercano al hombre. La palabra feles (substantivo femenino) hace referencia a los felinos de pequeño tamaño, en especial el gato montés. El equivalente al gato doméstico actual (animal casero que caza ratones) era la mustela o comadreja. En las fábulas de Esopo no aparece, por tanto, el gato, sino la comadreja; si bien reelaboraciones muy tardías cambiaron la comadreja por el gato y así, de manera apócrifa, apareció la fábula de los ratones y el cascabel del gato. Solo unos pocos autores clásicos latinos mencionan el gato feles: Plauto (un par de veces), Columela y Plinio el Viejo, aparte del fabulista Fedro.
Fedro, en su fábula II 4, habla de una feles en un contexto alejado de la ciudad (en un bosque y junto a un águila y una jabalina). El apéndice de Perotti incluye otra fábula con gatos. Según Eulogio Baeza Angulo (Fábulas esópicas de Fedro, Alma Mater, Madrid, 2011, p. 26B), «la comadreja y la serpiente común eran los animales que los romanos utilizaban normalmente para tener sus casas libres de ratones». De este modo, «el gato doméstico, de origen egipcio, fue importado con posterioridad».

## Asia

### China
Asia emprende muy buenas relaciones comerciales con Europa desde la época helenística. El gato se intercambia con finas sedas y de esta forma llega a China. Los primeros rastros del gato que se encuentran en China datan de la dinastía Han, que va desde el siglo II a. C. al siglo II d. C.
El animal fue acogido calurosamente, por su belleza y su don cazando ratones. Se convierte en símbolo de paz, de fortuna y de serenidad de la familia. En esta época, el gato es un animal doméstico reservado a las mujeres, se cree que atrae la buena suerte y el poder de alejar a los demonios con la ayuda de sus ojos brillantes. La divinidad agreste Li-Show tenía la apariencia de un gato.

### Japón
Los gatos llegaron a Japón en el siglo VI al mismo tiempo que la doctrina budista, pero su introducción real data del 19 septiembre de 999, fecha del aniversario del emperador Ichijō, al que le regalaron un gato por sus trece años. La imagen del gato evolucionó mucho en Japón, donde será considerado a veces portador de buena suerte por su pelaje de concha de tortuga, y otras veces maléfico por su cola ahorquillada. El éxito del gato es tan importante en el país que una ley del siglo XVIII prohibió el encarcelamiento y el comercio del animal. Algunas historias cuentan que los japoneses mimaban tanto a sus gatos que estos dejaron de cazar ratones, que llegaron a proliferar hasta tal punto que los japoneses tuvieron que pintar gatos en las paredes de sus casas para alejar a los roedores.
El gato está bien representado en el arte japonés, primero bajo los trazos de una concha de tortuga blanca, y después cada vez más como gatos blancos sin cola: el bobtail japonés. Hubo grandes pintores ilustres en la representación de gatos, como Utagawa Hiroshige o Utagawa Kuniyoshi. Utamaro relaciona siempre a los gatos con las mujeres hermosas, relación que se encuentra en poemas japoneses, donde el gato está estrechamente asociado a las gracias de la mujer. Símbolo de la sensualidad y del deseo, el gato representa igualmente el encanto decadente.
Sin embargo, hay también una versión sombría e inquietante del gato, resultante de la tradición popular. Por ejemplo el Aïnous, el gato resucitado, el gato nacido de las cenizas de un monstruo, y el de Okabe, de dos colas. Pierre Loti evoca igualmente en sus Japoneries d'automne un corro de gatos que se reunían en una jardín aislado en las noches de invierno, bajo la luz de la luna.
La leyenda del gato-vampiro de Nabeshima, muy contada durante la era Edo, pone en escena un gato demonio o un gato vampiro atacando a la familia Nabeshima.

### India
En la India, el gato es honrado como en Egipto, y la diosa de la fecundidad, Satí, a veces adquiere la apariencia de un gato, igual que Bastet. Hay pequeñas estatuas hechas de cerámica que la muestran así. Se instalaban en ellas pequeñas lámparas de aceite para asustar a los ratones por la noche, de la misma forma que los ojos del gato se iluminan en la oscuridad. Esta facultad se usó también para alejar a los malos espíritus. Los budistas aprecian la capacidad de meditación del gato, sin embargo, este no forma parte de los cánones del budismo. Según una leyenda popular, ésta exclusión resultaría de un incidente sucedido a un gato que se quedó dormido durante los funerales de Buda.

## Europa

### Europa medieval
El gato tuvo buena reputación en Europa hasta la Baja Edad Media, sobre todo en el campo, donde los campesinos lo apreciaban por su talento como cazador, en especial en las cuadras y en los almacenes. A pesar del juicio de la Iglesia católica, que lo consideraba una criatura demoníaca, los conventos y los monasterios los usaban para acabar con los roedores. Los irlandeses creían incluso que los alimentos que entraban en contacto con un gato, al igual que con otros animales, ya no se podían comer y se volvían impuros. Las penitenciarías imponían castigos que iban desde el ayuno hasta varios días a dieta severa a base de pan y agua para los que comieran cualquier alimento o líquido que hubiera estado en contacto con un animal. De la misma manera, la iglesia desaprobó un exceso de familiaridad con los animales y en especial con el gato, que es el único animal que tenía acceso a toda la casa.
san Patricio y después el papa Gregorio Magno declararon su cariño hacia el gato. En esta época se pueden ver gatos en las representaciones de santa Ágata y santa Gertrudis. El gato se beneficiaba aun de cierto respeto en el siglo XI cuando llegaron a Europa las primeras hordas de ratas negras para devorar los cereales y la fruta.
En principio, la imagen de los gatos es positiva en el islam por el afecto que sentía Mahoma por ellos, ya que su gata Muezza lo salvó de la mordedura de una serpiente. Otra historia cuenta que un día Muezza se quedó dormida al lado del profeta en su cama. Cuando este se tenía que levantar, como no quería despertar a la gata, cortó un trozo de su túnica, sobre la que reposaba el animal. Hay muchas otras historias sobre el gato en el Corán y, tradicionalmente, los musulmanes querían conservar a los gatos. Además, maltratar a un gato se consideraba un grave pecado en el islam.
La persecución de restos aún presentes de los cultos paganos y el resurgimiento del culto de Freyja, la diosa germano-escandinava de la fecundidad, en el norte después de la peste negra a mediados del siglo XIV, provocó la pérdida de los gatos, que desde entonces se asociaron a cultos infernales, debido a su antigua adoración por parte de los paganos y sobre todo por el reflejo de la luz en sus ojos, que se creía que eran las llamas del infierno. En la simbología medieval, el gato se asociaba a la mala suerte y al mal sobre todo si era negro, también se asociaba al disimulo y a la feminidad. Su comportamiento sexual muy expresivo, su gran necesidad de dormir, considerada pereza, y sus vagabundeos contribuyeron a forjar una imagen negativa. Era el animal del diablo y de las brujas. Se le atribuían poderes sobrenaturales, como la facultad de tener siete vidas. En el caso de los gatos negros, color que se asociaba al diablo, una única mancha blanca en el pecho o en el cuello les concedía clemencia, ya que se consideraba que era una manifestación divina.
La inquisición, el papa Inocencio VIII y su edicto de 1484 hicieron que se sacrificaran gatos en las fiestas populares, lo que marcó un gran período de persecución para el felino. Este edicto tuvo un impacto importante en las clases populares y luego se extendió a la nobleza.
Se consideraba que el diablo se disfrazaba de gato en sus visitas a la tierra, y fue condenado al igual que sus dueños, los brujos y las brujas. Según ciertas fuentes, fueron muchos los que fueron quemaron vivos en las plazas públicas. Otras afirman, sin embargo, que las grandes investigaciones realizadas en los archivos invalidan esta hipótesis. Las condenas de gatos a la hoguera serán insignificantes al igual que las de gallos y se encontrarán más de sapos o de lobos.
En Inglaterra, bajo el reinado de María Tudor, se queman gatos como señal de la herejía protestante, mientras que bajo el de Isabel I, se queman como señal de la herejía católica.
La Inquisición reunía en la misma hoguera a los herejes, a las brujas, a los asesinos y a los gatos en la noche de san Juan. En las grandes plazas de los municipios, los lugareños erigían hogueras en las que echaban a los gatos que habían capturado. Fue así como el gato estuvo ausente en la gran peste negra del siglo XIV. Las creencias duraron varios siglos, alimentadas por los hombres de la iglesia, los soberanos y los príncipes.
Sin embargo, el Renacimiento significó un cierto cambio en la suerte de los gatos, especialmente debido a su acción preventiva contra los roedores, devoradores de las cosechas. Habrá que esperar hasta 1648 para que el rey Luis XIV, gran amante de los gatos, prohibiera quemar a los gatos en la hoguera de la noche de San Juan, ya que calificaba esta tradición de bárbara y primitiva. Sin embargo, no fue hasta la Revolución Francesa cuando las hogueras se consideraron unánimemente supersticiones y actos de crueldad.

#### Usos del gato
Durante la Edad Media, además de para cazar ratones, el gato se usa para varios fines, sobre todo médicos y alimenticios.
La medicina medieval utilizó diferentes partes de los gatos para preparar ungüentos y medicamentos. Los excrementos de los gatos entran frecuentemente en la preparación de recetas para disminuir la caída del cabello o para curar la fiebre o la epilepsia. La grasa y la médula del gato se encuentran en los preparados para curar la artritis y otras dolencias articulares como la gota, y la carne se usaba para curar los dolores de espalda o para tratar las hemorroides. Algunos tratados de medicina precisan incluso el color del gato que hay que usar dependiendo de si el origen de la enfermedad es caliente o frío. Se aconseja usar un gato negro si el origen de la enfermedad es caliente, mientras que si es frío se aconseja un gato blanco.
En los períodos de hambre o de sitio se comía la carne de gato. Era un recurso que tenía la ventaja de ser barato y fácil de encontrar. Comer gato, sin embargo, se consideraba una brutalidad cuando se hacía por gusto y no por necesidad, al menos en Francia. Parece que en España se comían gatos de forma más regular, fuera de los períodos de hambre. Hay recetas de roti de cerdo editadas por Ruperto de Nola, autor del primer libro de cocina en español y cocinero del rey de Nápoles.

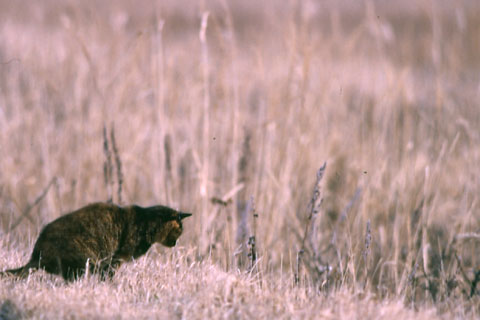
Gato cazando.

El gato doméstico ha sido también usado por su piel durante la Edad Media. Las pieles que provenían de gatos se destinaban sobre todo al pueblo y no a la nobleza ya que eran baratas e iguales en calidad a las de conejo, cordero y zorro. Se hacían con ellas mantas, alfombras o cojines para sillas. Los peleteros, comerciantes de pieles, cazaban gatos en la calle o recogían sus cadáveres antes de despellejarlos y revender sus pieles. Era normal que se aconsejase a los dueños quemar el pelo de sus gatos para que vagabundearan menos y no fueran capturados por un peletero.

### Europa moderna
Los estragos de la peste negra ayudaron a la rehabilitación del gato y empieza a considerarse animal familiar en los textos a partir del siglo XVII. Gracias a los descubrimientos científicos de mitad del siglo XIX, y a los inicios de la explicación de la naturaleza y de la transmisión de las enfermedades por los microbios y no por las brujas, se demuestra que el gato es un ejemplo de higiene ya que se lava hasta veinte veces al día.
El gato ofrece sus servicios en tiendas, oficinas, almacenes, granjas y navíos. Hay compañías de seguros que incluso exigen que haya gatos presentes en los buques de carga. El mundo artístico ayudará también a la rehabilitación del pequeño felino gracias especialmente al movimiento romántico del siglo XIX. El gato se usará a partir de entonces en todas las artes, ya sea la música, la pintura o el cine. Las creencias y supersticiones que encontramos hoy en día alrededor de los gatos y de sus características maléficas son los últimos rastros del miedo y de la desconfianza resultantes de los siglos pasados.
En la Europa del siglo XVIII, existen testimonios que indican que el gato era todavía un animal atacado, vilipendiado y en ocasiones torturado, si bien se aprecian un afecto y una estima crecientes hacia la especie y en general una mayor empatía ante el sufrimiento de otros animales en la medida en que no se opongan a los intereses humanos o a su progreso material o económico: se va imponiendo la idea de hacer un uso relativamente respetuoso del gato y de los demás vivientes, que no deberían ser castigados por recreo ni con gratuidad.

#### Aparición de las razas
El primer inventario de razas de gato fue efectuado por el naturalista sueco Linneo, en él distingue cuatro grandes razas de felinos: Catus domesticus, Catus angorensis, Catus hispanicus y Catus coeruleus. Esta clasificación permanecerá hasta la mitad del siglo XIX, cuando la felinotecnia moderna, en Inglaterra, modificó este orden. El tratado de zootecnia especial de Cornevin de 1897 añade a la lista una raza de gato chino de orejas caídas, que se parecía al Scottish Fold, pero que ya ha desaparecido, una raza de Japón que se parecía al actual bobtail japonés, y una raza sin cola, llamada hoy en día Gato Manx.

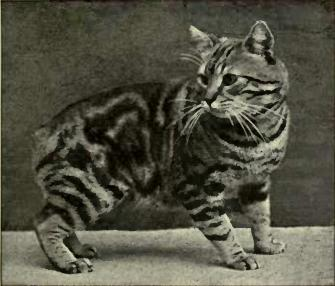
Gato Manx

La raza española desapareció a principios del siglo XX, y se incorporó al gato doméstico. Pero se añadieron las razas persa y abisinio. El número de razas no dejó de aumentar hasta ahora, ya que ha pasado de tener ocho razas en 1900 a tener de 25 a 30 en 1989, y cerca de cien a principios del siglo XXI.
Las exposiciones y los concursos desempeñaron un papel importante en el desarrollo de las razas. La primera exposición felina se celebró en Winchester, Inglaterra, en 1598, por la Saint-Gilles, sin embargo, la primera exposición felina moderna organizó en el Crystal Palace de Londres, en 1871, Harrison Weir. Se reunieron más de 170 gatos, repartidos en las categorías British Shorthair y Persa. Esta exposición marca el inicio de la definición de los estándares de las razas. En Francia, la primera exposición fue organizada por el Cat Club en 1925.

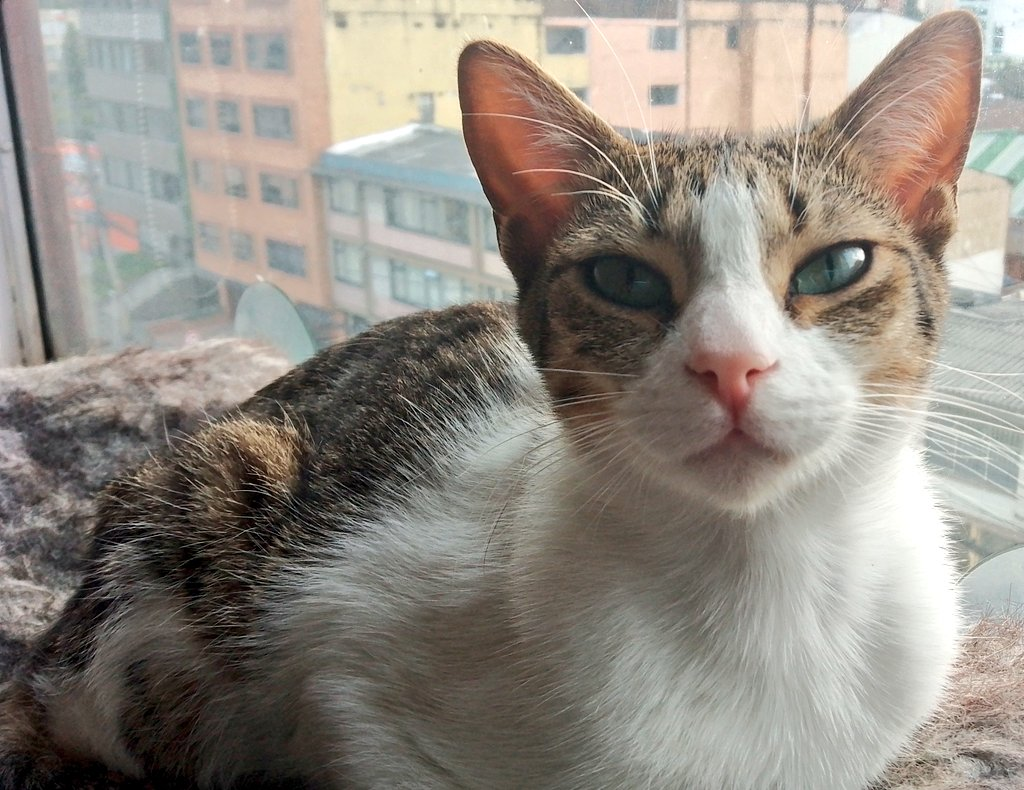
Gato doméstico de un año de edad

En EE. UU. fue la exposición del Madison Square Garden de Nueva York en 1898 la que las hizo populares, e hizo que se extendieran a Australia, a Canadá, a Nueva Zelanda, a Sudáfrica, a Japón y a Europa. Las exposiciones se interrumpieron durante la Segunda Guerra Mundial pero se recuperaron progresivamente para finalmente multiplicarse y democratizarse.
Estas exposiciones fueron organizadas por federaciones, de las que una de las más antiguas es la británica GCCF fundada en 1910 por la fusión de National Cat Club y de Cat Club. En EE. UU. está la Cat Fancier Association, fundada en 1899. En el continente europeo, la Federación Internacional Felina es la más importante, fundada en 1949 por iniciativa del Cat club de París, que reagrupa la mayor parte de los países de la Europa continental.

## Instinto cazador
Los gatos salvajes suelen hacer varias comidas pequeñas al día, sobre todo al amanecer y al anochecer, aunque pueden cazar a cualquier hora gracias a su aguda visión y oído. Se ha observado que, en promedio, comen unas dieciséis veces al día, un patrón que se ve también en gatos domésticos con acceso constante a comida. Cada comida equivale a las calorías de un ratón pequeño, y el tamaño y frecuencia de estas dependen de la disponibilidad de alimento.